# سمان الغابة أسود الأذن
سمان الغابة أسود الأذن (الاسم العلمي: Odontophorus melanotis) (بالإنجليزية: Black-eared Wood-quail)‏ هو نوع من الطيور يتبع جنس سمان الغابة من فصيلة سمان العالم الجديد.